# 氷Ih相

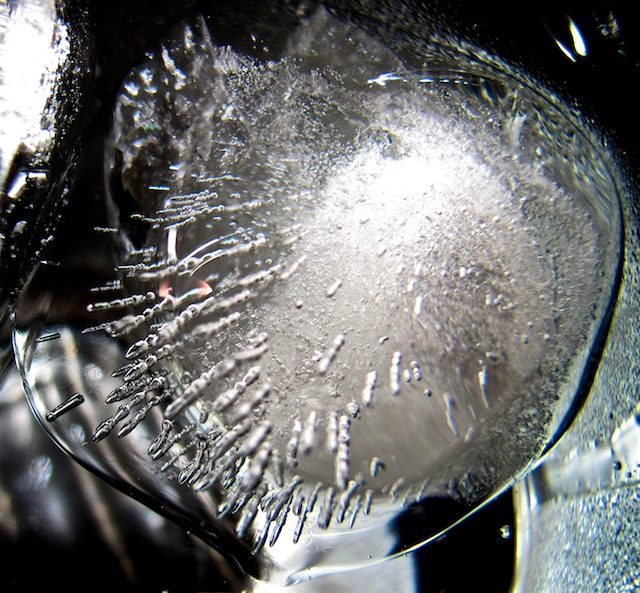
拡大した角氷の詳細を示す写真。氷I_{h} は地球で一般的にみられる氷の形である。

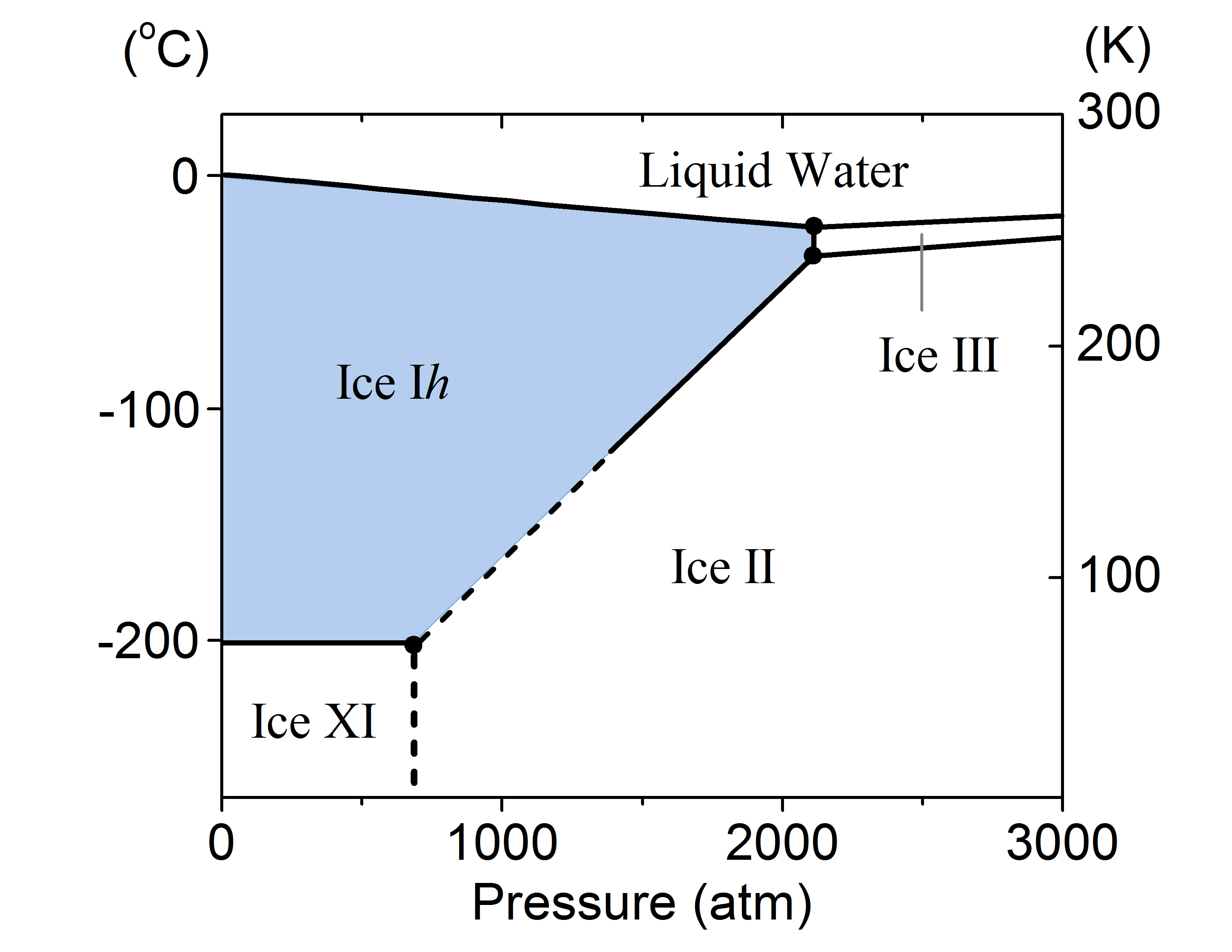
他の氷相に関する氷I_{h} の相空間

氷Ih相（こおりいちエイチそう、英語ではice one hと発音、one-phase-oneとも）は、普通の氷、または凍った水の六角形の結晶形である。生物圏にあるほとんど全ての氷は氷Ihであるが、例外として高層大気にときどき存在する氷Icがわずかにある。氷Ihは生命の存在と地球気候の調整に関する多くの特異な特性を示す。
結晶構造は四面体の結合角に近い角度で六方対称を形成する酸素原子により特徴づけられる。氷Ihは、−268 °C (5 K; −450 °F)まで安定しており、これはX線回折と非常に高解像度の熱膨張測定で証明されている。氷Ihは最大約210メガパスカル (2,100 atm) の圧力が加えられても安定しており、そこで氷IIIや氷IIに転移する。

## 物理的特性
氷Ih の密度は0.917 g/cm3 で液体の水の密度よりも低い。これは固相内の原子間距離を遠ざける水素結合の存在が原因である。氷は水に浮かぶが、このことは他の材料と比較すると非常に珍しいことである。固相は通常液相よりも密にきちんと詰まっているため密度が高くなる。湖が凍結すると表面のみ凍結し、湖の底は水の密度が最も高くなる4 °C (277 K; 39 °F) 近くを維持する。表面がどんなに冷たくても、湖の底には常に4 °C (277 K; 39 °F)の層がある。水と氷のこの異常な振る舞いにより魚が厳しい冬を生き延びることができる。氷Ih の密度は約−211 °C (62 K; −348 °F)までは冷やすと増加し、それ以下になると再び膨張する（負の熱膨張）。
融解の潜熱は5987 J/molであり、昇華の潜熱は50911 J/molである。高い昇華潜熱は主に結晶格子内の水素結合の強さを示している。融解潜熱はずっと小さく、これは0 °C近くの液体水にもかなりの水素結合が含まれているからである。氷Ih の屈折率は1.31である。

## 結晶構造

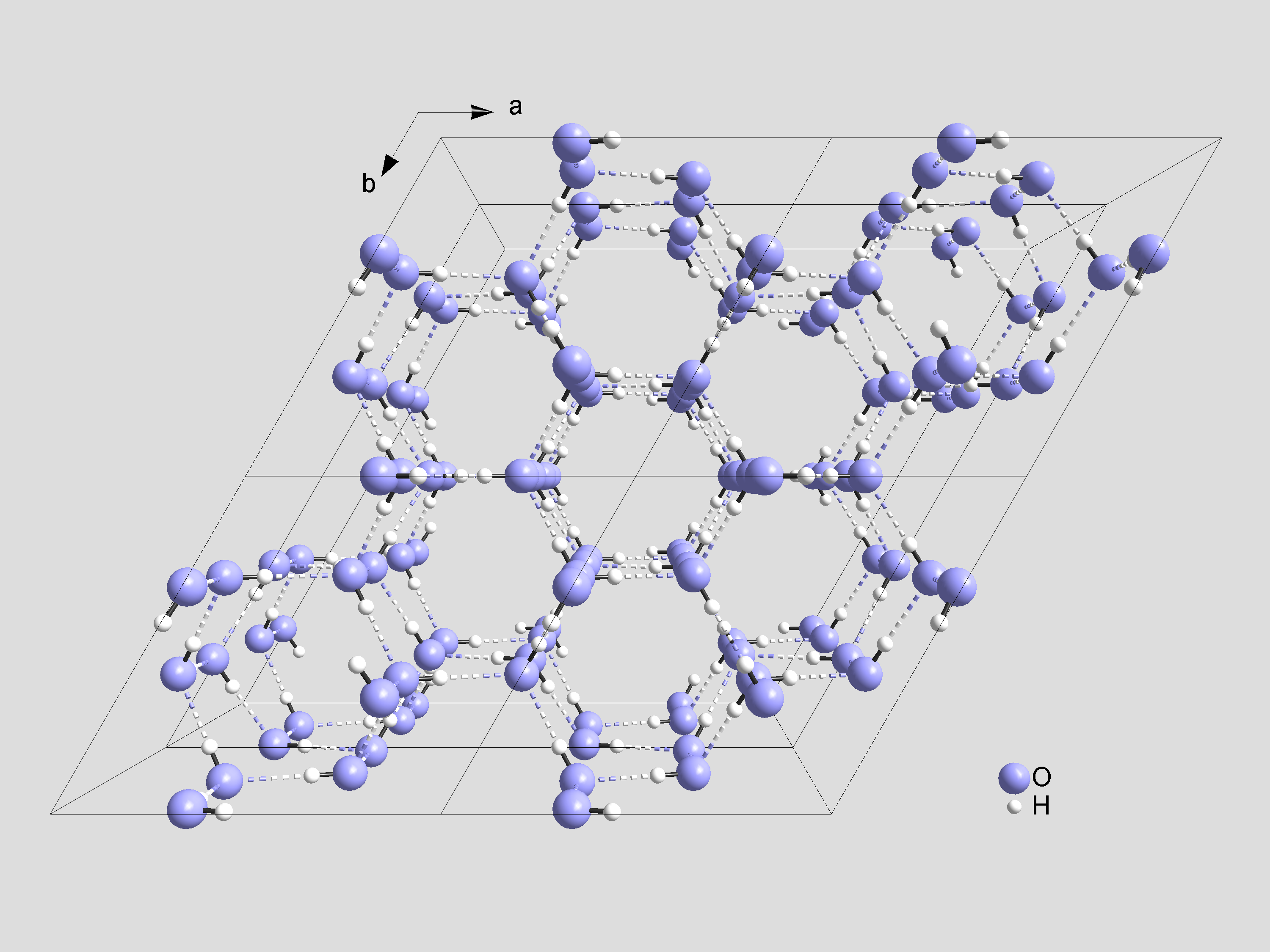
氷I_{h}の結晶構造。破線は水素結合を表す。

通常の氷の受け入れられている結晶構造は最初1935年にライナス・ポーリングにより提案された。氷Ihの構造は概略的にいうと、各頂点に酸素原子があり水素結合により形成されたリングの縁を持つモザイク状の六角形のリングからなるしわ寄せた面の1つである。この面はABABパターンで交互に並んでおり、B面は平面自体と同じ軸に沿ってA面を反射させたものである。各結合に沿った酸素原子間の距離は約275pmであり、格子内の結合した2つの酸素原子間で同じである。結晶格子内の結合間の角度は、109.5°の正四面体角に非常に近く、これは水分子（気相中）の水素原子間の角度である105°にも非常に近い。水分子のこの四面体結合角により本質的に結晶格子の異常に低い密度が説明される。結晶格子の体積の増加にはエネルギー的な不利益があるが、格子が四面体角で配置されることは有益なことである。結果として、大きな六角形のリングにより別の水の分子が内部に存在するのに十分な空間が残される。これにより、自然に発生する氷に液体よりも密度が低いという特異な性質が与えられる。四面体の角度で水素結合した六角形のリングは、液体の水が4 °Cで最も密度が高くなるメカニズムでもある. 0 °C付近では液体の水の中に小さな六角形の氷Ihのような格子が形成され０°Cに近いほどその頻度が高くなる。この効果により水の密度が下がり、構造の形成の頻度が低い4 °Cで最も密度が高くなる。

## 水素の乱雑さ
結晶格子内の水素原子は、水素結合にほぼ沿っており、この方法で各々の水分子が保持されている。これは格子内の各酸素原子には2つの隣接する水素があることを意味し、275 pmの結合長に沿って101 pmで隣接している。水素原子が絶対零度まで冷却されると、結晶格子により構造内で凍結した水素原子の位置に相当な量の無秩序が生じる。その結果、結晶構造には格子固有で可能な水素位置の配置数の数により決定される残余エントロピーが含まれる。これは各酸素原子が2つの水素のみを最も近接するところに持ち、1つの水素原子のみを持つ2つの酸素原子を結合する各水素結合という必要条件を維持しながら形成できる。この残余エントロピーS0 は3.5 J mol−1 K−1に等しい。
最初の原理からこの数を概算する様々な方法がある。水素分子がN個与えられたとする。酸素原子は2部格子を形成する。それらは2つのセットに分割でき、1つのセットからの酸素原子の全ての隣接するものが他のセットに含まれる。1つのセットの酸素原子に注目するとN/2の酸素原子がある。それぞれに4つの水素結合があり、2つの水素は近くに2つの水素が遠くにある。これはこの酸素原子に対して水素の構成が
{\displaystyle {\tbinom {4}{2}}=6}
だけ可能であることを意味する。よって、これらN/2個の原子を満たす6N/2 の構成がある。ここで残りのN/2個の酸素原子を考えると一般的に満たされない（つまり、その近くにはきっちり2つの水素原子はない）。それぞれについて、水素結合に沿った水素原子の
{\displaystyle 2^{4}=16}
の可能な配置があり、そのうち6つが許されている。そのため、単純に考えると構成の合計数は
{\displaystyle 6^{N/2}(6/16)^{N/2}=(3/2)^{N}}
と予測できる。ボルツマンの公式を用いると
{\displaystyle S_{0}=Nk\ln(3/2)}
となる。ここで{\displaystyle k}はボルツマン定数で、3.37 J mol−1 K−1 の値を持ち、計測値と非常に近い。2番目のセットにおける酸素原子の16個の水素構成のうち6個が独立して選択できる（誤りである）と仮定しているため、この推定は「素朴」である。より複雑な方法を使用し、可能な構成の正確な数をより正確に近似し、測定値により近い結果を得ることができる。
対照的に氷IIの構造は水素が秩序だっているため、結晶構造が氷Iの構造に変化した時の3.22 J/molのエントロピー変化を説明するのに役立つ。また、氷Ihの斜方晶系で水素が秩序だった形をとる氷XIは、低温で最も安定した形と考えられている。

## 関連文献
- N. H. Fletcher, The Chemical Physics of Ice, Cambridge UP (1970)
- Victor F. Petrenko and Robert W. Whitworth, Physics of Ice, Oxford UP (1999)
- Chaplin, Martin (2007年11月11日). “Hexagonal ice structure”. Water Structure and Science. 2008年1月2日閲覧。